# Colubrina obscura
Colubrina obscura là một loài thực vật có hoa trong họ Táo. Loài này được (Schrank) M.C.Johnst. mô tả khoa học đầu tiên năm 1971.